# Cœur maladroit
Singles
1. Ma faute[2]
Sortie : 22 janvier 2025
2. Cœur maladroit[3]
Sortie : 23 mai 2025

Cœur maladroit est le premier album de la chanteuse française Marine sorti le 27 juin 2025.

## Liste des titres
| 1.  | Fille ordinaire       | Marine, Eddy de Pretto      | Eddy de Pretto                     | 3:16 |
| 2.  | Cœur maladroit        | Marine, Sébastien Rousselet | Pierre-Laurent Faure               | 2:40 |
| 3.  | Des gens bien         | Marine                      | Benoît Constans, Jérôme Achermann  | 3:30 |
| 4.  | Ma faute              | Marine, Praa, Igit          | Jeoffrey Dandy                     | 3:19 |
| 5.  | M'aimer tout le temps | Marine, Wamen, Foe          | Jeoffrey Dandy                     | 2:47 |
| 6.  | Dalida                | Marine, Adrien Gallo        | Sage                               | 2:57 |
| 7.  | Ce qu'il nous reste   | Marine, Sébastien Rousselet | Pierre-Laurent Faure, Benoît Prost | 2:40 |
| 8.  | Que ça dure           | Marine                      | Pierre-Laurent Faure, Anjaa        | 3:13 |
| 9.  | Restes d'averses      | Marine, Eddy de Pretto      | Eddy de Pretto                     | 3:06 |
| 10. | Rappelle-toi          | Marine                      | Jeoffrey Dandy                     | 3:34 |
| 11. | D'accord              | Marine, Joseph Kamel, Daysy | Marso                              | 2:46 |
| 12. | Gemme                 | Marine                      | Marine                             | 3:28 |
| 13. | À la maison           | Marine, Sébastien Rousselet | Pierre-Laurent Faure               | 3:13 |

## Clips vidéos
- Ma faute : 12 mars 2025[5]
- Cœur maladroit : 23 mai 2025[6]

## Titres certifiés en France
- Ma faute  Platine[7]

## Accueil commercial
L'album s'écoule à près de 14 000 exemplaires en seulement trois jours. En une semaine, il s'écoule à 18 789 exemplaires.

## Accueil critique
L'album reçoit une note de 3,5/5 sur le site chartinfrance.net indiquant que l'album "confectionné en trois mois est frais, incarné et bien produit", malgré le manque d'une touche de second degré.

## Classements et certifications

### Classements hebdomadaires
| Classements (2025)           | Classement |
| ---------------------------- | ---------- |
| France (SNEP)                | 2          |
| Belgique (Flandre Ultratop)  | –          |
| Belgique (Wallonie Ultratop) | 2          |
| Suisse (Schweizer Hitparade) | 50         |